# Apopestes
Apopestes é um gênero de traça pertencente à família Arctiidae.